# Alfred Dittmarsch
Alfred Ludwig Dittmarsch (* 4. April 1836 in Dresden; † 7. Mai 1926 ebenda) war ein deutscher Bergingenieur.

## Leben
Alfred Dittmarsch studierte am Polytechnikum Dresden und der Bergakademie Freiberg Ingenieurwissenschaften. In Freiberg wurde er 1855 Mitglied des Corps Montania. Nach Abschluss des Studiums betätigte er sich seit 1859 in Frankreich als Bergbauingenieur. Mit Ausbruch des Deutsch-Französischen Krieges kehrte er nach Deutschland zurück, um anschließend als geologisch-bergmännischer Gutachter in Colorado (USA) zu fungieren. Von 1872 bis 1875 oblag ihm die Leitung des norwegischen Kupferbergwerks in Visnes. Anschließend kehrte er als Sekretär der Kaiserlich Leopoldinisch-Carolinischen Deutschen Akademie der Naturwissenschaftler abermals nach Deutschland zurück. Im Jahr 1877 übernahm er die technische Leitung des Lugau-Niederwürschnitzer Steinkohlenbauvereins.
Am 1. August 1881 wurde Dittmarsch zum Direktor der Bergschule Zwickau berufen, der er bis zu seiner Pensionierung im Jahr 1906 vorstand. Sein besonderes Verdienst war 1894 die Herausgabe des Lehrbuchs Leitfaden der Bergbaukunde, womit er eine Lücke in der damaligen Fachliteratur schloss. Von 1914 bis zu seinem Wegzug nach Dresden war er Kustos der von ihm im neuerbauten König-Albert-Museum in Zwickau aufgestellten Richterschen Mineraliensammlung.

## Schriften
- Gutachten des Bergschuldirectors Dittmarsch, das Berggebäude „Güte Gottes“ zu Scharfenberg betreffend, 1884
- Leitfaden der Bergbaukunde, 1894
- Die Gewinnung der nutzbaren Mineralien von den Lagerstätten, 1907
- Grubenausbau, 1908